# Plima
Il rio Plima è un fiume dell'Alto Adige. Nasce dal monte Cevedale, nel Parco Nazionale dello Stelvio, forma il lago di Gioveretto e percorre la Val Martello bagnando il comune omonimo. Confluisce da destra nell'Adige presso Laces.